# سرگینو (آستراخان)
سرگینو (به لاتین: Sergino) یک منطقهٔ مسکونی در روسیه است که در استان آستراخان واقع شده‌است.